# ゾド

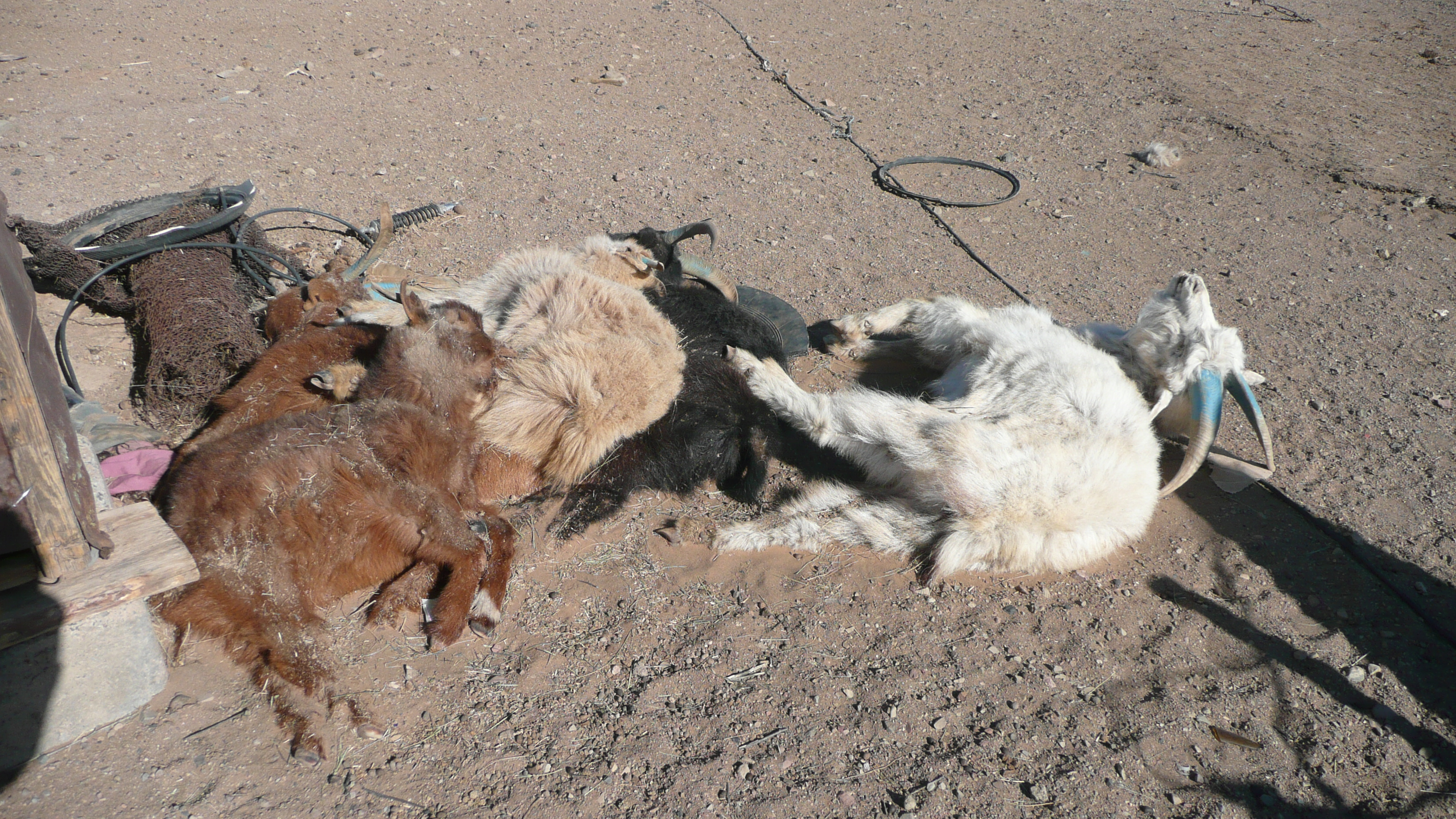
2010年のゾドで死亡したヤギの個体

ゾド（モンゴル語: Зуд, 英語: Dzud, Zud）は、冬から春にかけて、積雪や低温などの様々な要因により水や草を十分に摂取できなかった家畜が大量死する災害、もしくはその原因となる草地の地表面状態や天候のこと。雪害や寒雪害とも訳される。ユーラシア・ステップ（中央アジア）や中国北部で起こり、ゾドのほかにジュド（カザフスタン、Dzhut）や Kengschi（チベット）とも呼ばれる。特に牧畜業への従事者が多いモンゴル国ではこれまでに繰り返しゾドの被害を受けている。

## 原因
雪氷や低温、前年夏の干ばつなど、気象現象による側面が大きく、このうち干ばつは干し草の備蓄量や家畜の健康状態に影響を及ぼすため、ゾドを深刻化させやすい。自然的要因とは別に、過放牧や社会的サービスの低下といった人為的要因もある。ゾドに客観的な基準はないものの、原因に基づいて下記のように分類される。
- 白いゾド (white dzud, Tsagaan zud,[12] ツァガン・ゾド[13]、ツァガーン・ゾド[14]) - 草地が積雪に覆われ、草が食べられない状態[9]。また、硬くなった雪は蹄のけがに繋がり、移動や飼料の調達を困難にする[15]。名前は白い雪に由来する[13]。
- 鉄のゾド (iron dzud, Tumer dzud,[12] ティムル・ゾド[13]) - ガラスのゾド (glass dzud, シリン・ゾド[13]、シレン・ゾド[14])とも呼ばれる[9]。融けた積雪が再凍結することで地表面が硬い氷に覆われた状態で、特に気温が摂氏0度付近まで上がる秋や春に起こりやすい[9]。名前は地表面を覆う氷の硬さに由来する[13]。
- 黒いゾド (black dzud, Khar zud,[12] ハラ・ゾド[13]、ハル・ゾド[14]) - 家畜の水分補給に必要な雪が少なく、十分な水分を摂取できない状態[9]。白いゾドが見られない乾燥地帯で多く、砂漠地域ではおよそ2年に1度の頻度で起きる[9]。名前は黒く見える表土に由来する[16]。
- 嵐のゾド (storm dzud, シールガ・ゾド[13]、シュールガ・ゾド[14]) - 風のゾド (windy dzud)とも[6][17]。雪嵐、砂嵐含む強風により家畜が草を十分に摂取できない状態[9]。吹雪は家畜のみならず遊牧民にとっても危険であり、死者を伴うことがある[15]。ドルノド県のような起伏の少ない地域では暴風雪や砂嵐が4月をピークとして春季に発生しやすい[18]。
- 寒さのゾド (cold dzud, Khuiten zud,[12] フィテン・ゾド[13]、フイテン・ゾド[14]) - 低温により家畜が草を十分に摂取できない状態[9]。狭義には低温による積雪や凍結は含まない[9]。
- 蹄のゾド (hoof dzud, トーライン・ゾド[13][14]) - 過放牧により放牧地が劣化する状態で[19]、草が最も少ない春先に起こりやすい[9]。ゾドの発生地域から避難した家畜が集まることで起きることもある[9]。名前は家畜の蹄で草原が荒らされることに由来する[13]。
- ガン・ゾド - 夏季の干ばつにより牧草があまり生育せず、牧草が不足することで家畜が冬から春にかけて餓死する状態[13]。モンゴルでは牧草生育期の少雨により牧草の生育が止まる旱害のことをガンと呼ぶ[16]。
- 複合ゾド (multiple dzud, combined zud, Khavsarsan zud[12]) - 秋から春にかけて上記のようなゾドが相次ぐ状態[9]。

ゾドは根雪の始まる10月末から3月にかけて発生する可能性があり、ゾドで十分な草や水を摂取できなかった家畜は1月から5月にかけてを中心に、体力の弱い個体から順に死ぬ。ゾドへの耐性は家畜によって異なり、たとえばウシは蹄で雪をかくことができず、特に積雪に脆弱であり、小型のヤギやヒツジと比べると大型のウシやウマの方が干ばつ含む天候の影響を受けやすい。また、ウシ、ヒツジ、ヤギは冬季の天候の、ラクダとウマは夏季の天候の影響を受けやすい。

## 対応
ゾド対策として積雪の多いもしくは少ない地域からのオトル、家畜の交配制限、屠殺による家畜頭数の制限、畜舎の管理、放牧地の保全、乾草や飼料の備蓄などが挙げられる。オトルとはある時期に特定の家畜を一部もしくはすべて他の場所に移動させ飼育することを言う。一概に被害を抑えられるというわけではなく、避難先で吹雪に見舞われ被害を受けることもあり、移動の判断や移動チームの結成、チームの資金繰りや移動先の滞在条件確保が重要とされる。
市場経済に移行する前のモンゴルではネグデルという農牧業協同組合が飼料の生産と備蓄を担っていたものの、移行後にネグデルが解体され、飼料の生産量も国の備蓄量も激減したことで備蓄機能が低下した。2000年以降は生産量は回復傾向にあるものの、依然として市場経済移行前の水準を下回る状況にある。
モンゴルの場合、ゾドで家畜を全て失った牧民は国の助成を受けることができ、ソムレベルでは家畜や畑を支給したり融資枠を確保するなどの支援措置がある。しかし、被災者の中にはゾドで牧畜による生計を立てられなくなったとして、賃金の高い都市部へ移動して放牧以外の手段で生活基盤を築こうとする者がいる。家畜の死による貧困化、貧困化による健康・教育レベルの低下、都市への人口集中といった社会経済的な影響を与える一方で、ゾドで家畜が減ることで牧草資源が回復し、生き残った家畜の生育が良くなるといった側面もある。

## 歴史
初期の言及例として、史記の匈奴列伝や漢書の匈奴伝にはそれぞれ元封6年（紀元前105年）と本始2年（紀元前72年）の出来事として白いゾドを思わせる記述が見られ、また元史は1335年の大雪で家畜が大量死したことを伝えている。モンゴルにおいては1930年代から1940年代以降に家畜の死亡数や白いゾドのデータがまとめられるようになった。1963/64年のゾドでは初めて国レベルで被害状況が検証され、1968年にはゾドの認定基準が定められている。牧民の間では、経験則的に末尾が7の西暦年はゾドになる、屠殺した家畜の胃の内容物に草が多いとゾドの兆しである、などといった認識が生まれている。
発生頻度は地域によって2年から10年に1度と幅があるが、近年は地球温暖化に伴いゾドがより発生しやすく、被害が深刻化する傾向にあると指摘する声がある。一方、モンゴルに近接するカザフスタンや内モンゴルでもゾドに似た災害はあるものの、畜舎で飼料を与える牧畜への転換が進んだことにより、カザフスタンでは1940年代を最後に発生しておらず、内モンゴルでは1977/78年のゾドをきっかけとして定住化が進み、1992/93年のゾド時はこれまでと比べて家畜の死亡数が激減した。
ゾドが発生したとされる年は資料によってばらつきがあるものの、顕著な例としては以下のような例がある。
- 1944/45年 - 当時のモンゴルの家畜数の約3分の1に相当する808万頭が死亡した[10]。
- 1999-2002年 - 当時のモンゴルの家畜数の29%に相当する約967万頭が死亡し、3億6900万米ドルの損害を被った[36]。
- 2009/10年 - 単年としては当時最多となる1130万頭の家畜が死亡し、2010年のモンゴル国の国内総生産を4.4%押し下げた[36]。